# 베니토 로렌치
베니토 "벨레노" 로렌치(이탈리아어: Benito "Veleno" Lorenzi beˈniːto veˈleːno loˈrɛntsi[*]; 1925년 12월 20일 ~ 2007년 3월 3일)는 이탈리아의 전 축구 선수로, 피스토이아 도 부자노 출신이다. 그는 스트라이커로 활약했다.

## 구단 경력
현역 시절(1947-1960), 로렌치는 세리에 A의 인테르나치오날레와 알레산드리아, 세리에 B의 엠폴리와 브레시아, 그리고 세리에 C의 바레세에 몸을 담았다. 그는 인테르나치오날레 소속으로 1953년과 1954년에 연속으로 세리에 A를 우승했고, 소속 구단에서 314번의 경기에 출전해 143골을 기록했다.

## 국가대표팀 경력
로렌치는 이탈리아 국가대표팀 경기에도 14번 출전해 4번 골망을 흔들었다. 그는 이탈리아 국가대표팀 일원으로 1950년과 1954년 월드컵에 참가했다.

## 수상
인테르나치오날레
- 세리에 A: 1952–53, 1953–54